# Kari Arkivuo
Kari Arkivuo (Lahti, 23 juni 1983) is een Fins voormalig voetballer die doorgaans als middenvelder speelde.

## Clubcarrière
Arkivuo begon zijn loopbaan in 2001 bij FC Lahti. Daar speelde hij in vijf seizoenen meer dan 100 wedstrijden en hij ging toen naar Sandefjord Fotball in Noorwegen. Begin 2009 kwam hij op advies van Jari Litmanen op proef bij Go Ahead en hij dwong een contract af. Eind 2009 gaf Arkivuo aan zijn aflopende contract bij Go Ahead Eagles niet te willen verlengen. Eind juli 2010 tekende Arkivuo een contract bij BK Häcken. In 2020 keerde hij terug bij FC Lahti waar hij eind 2021 zijn loopbaan besloot.

## Interlandcarrière
Arkivuo kwam tot dusver veertien keer uit voor de nationale ploeg van Finland. Hij maakte zijn debuut op 12 november 2005 in de vriendschappelijke thuiswedstrijd tegen Estland (2-2), waarin hij de gelijkmaker (2-2) voor zijn rekening nam.

## Statistieken
| Seizoen   | Club               | Competitie     | Wedstrijden | Doelpunten |
| --------- | ------------------ | -------------- | ----------- | ---------- |
| 2001      | FC Lahti           | Veikkausliiga  | 4           | 0          |
| 2002      | FC Lahti           | Veikkausliiga  | 26          | 0          |
| 2003      | FC Lahti           | Veikkausliiga  | 23          | 4          |
| 2004      | FC Lahti           | Veikkausliiga  | 26          | 5          |
| 2005      | FC Lahti           | Veikkausliiga  | 22          | 2          |
| 2006      | Sandefjord Fotball | Tippeligaen    | 19          | 1          |
| 2007      | Sandefjord Fotball | Tippeligaen    | 24          | 3          |
| 2008      | Sandefjord Fotball | Adeccoligaen   | 28          | 1          |
| 2008/2009 | Go Ahead Eagles    | Eerste divisie | 12          | 1          |
| 2009/2010 | Go Ahead Eagles    | Eerste divisie | 32          | 2          |
| 2010      | BK Häcken          | Allsvenskan    | 5           | 0          |
| 2011      | BK Häcken          | Allsvenskan    | 12          | 2          |
| Totaal    |                    |                | 233         | 22         |